# Piece by Piece (àlbum de Katie Melua)
Piece by Piece és el segon àlbum d'estudi de la cantant britànica de jazz i blues Katie Melua. Va ser llançat el 26 de setembre de 2005 per Dramatico Records. Al Regne Unit, l'àlbum es va estrenar al número 1 amb 120.459 còpies venudes en la seva primera setmana.
El seu primer senzill, la cançó de Mike Batt "Nine Million Bicycles", es va convertir en el primer èxit de Melua al Regne Unit i va causar controvèrsia quan l'escriptor científic Simon Singh va dir que la lletra "demostra un profund desconeixement de la cosmologia i no comprensió del mètode científic". Després d'un debat divertit i de bon humor a la premsa, Melua finalment va gravar la versió de Singh, que tots dos van coincidir que era científicament precisa i musicalment patètica.
El segon senzill va ser un doble cara A que comprenia "I Cried for You" i una versió de "Just Like Heaven" de The Cure. La primera cançó va ser escrita després que Melua conegués l'escriptor de The Holy Blood and the Holy Graal i tracta sobre Jesús i Maria Magdalena, mentre que la segona va ser gravada per a la banda sonora de la pel·lícula Just Like Heaven. El senzill va assolir el seu punt màxim fora dels vint primers del Regne Unit, i el tercer senzill de l'àlbum, "Spider's Web" (que Melua va escriure quan tenia divuit anys, durant la guerra de l'Iraq) no va arribar als quaranta primers.
Melua va escriure la cançó del títol "Piece By Piece" després de trencar amb el seu xicot Luke Pritchard, i "Half Way up the Hindu Kush" va ser escrita per Katie i Mike Batt jugant amb la inusualitat de la frase del títol, que va sorgir en una conversa sobre bufandes en un viatge en tren. Al costat de versions de "Blues in the Night" i "On the Road Again" de Canned Heat, l'àlbum inclou "Thank you, Stars", que es va publicar anteriorment com a cara B al senzill debut de Melua "The Closest Thing To Crazy" el 2003.
L'àlbum es va reeditar el 2006, com Piece by Piece: Special Bonus Edition, amb tres temes addicionals i un DVD extra amb concert Moment by Moment i vídeos promocionals.

## Llista de pistes
| Núm. | Títol                                                                            | Durada |
| ---- | -------------------------------------------------------------------------------- | ------ |
| 1.   | «Shy Boy»                                                                        | 3:22   |
| 2.   | «Nine Million Bicycles»                                                          | 3:15   |
| 3.   | «Piece by Piece»                                                                 | 3:24   |
| 4.   | «Halfway Up the Hindu Kush»                                                      | 3:06   |
| 5.   | «Blues in the Night»                                                             | 4:12   |
| 6.   | «Spider's Web»                                                                   | 3:58   |
| 7.   | «Blue Shoes»                                                                     | 4:39   |
| 8.   | «On the Road Again»                                                              | 4:38   |
| 9.   | «Thank You, Stars»                                                               | 3:39   |
| 10.  | «Just Like Heaven»                                                               | 3:35   |
| 11.  | «I Cried for You»                                                                | 3:38   |
| 12.  | «I Do Believe in Love»                                                           | 3:00   |
| 13.  | «It's Only Pain» (Special Bonus Edition track)                                   | 3:13   |
| 14.  | «Lucy in the Sky with Diamonds» (Acoustic version) (Special Bonus Edition track) | 3:07   |
| 15.  | «Sometimes When I'm Dreaming» (Special Bonus Edition track)                      | 3:39   |

### Variants
Una edició especial per als grans magatzems espanyols El Corte Inglés tenia temes addicionals: versions en castellà de "Closest Thing to Crazy" ("Esa Clase de Locura") i "Faraway Voice" (també conegut com "Otra vez tu").
El llançament nord-americà tenia dos temes addicionals (però no els temes de l'edició Special Bonus), "Jack's Room" i "Market Day in Guernica".

## Personal
- Katie Melua - veu
- Katie Melua, Chris Spedding, Jim Cregan - guitarra
- Mike Batt (Katie Melua a "I Do Believe in Love") - piano
- Tim Harries - baix
- Henry Spinetti - bateria
- Dominic Glover - trompeta
- Mike Darcy - violí
- Martin Ditcham, Chris Karan - percussió
- Paul Jones - harmònica ("Blues in the Night")
- Adrian Brett - flauta ètnica ("Nine Million Bicycles")
- Peter Knight - mandolina ("Thankyou, Stars")
- Craig Pruess - sitar ("Halfway up the Hindu Kush")
- The Irish Film Orchestra - orquestra; director: Mike Batt

## Producció
- Productor: Mike Batt
- Enginyer: Steve Sale
- Organitzador: Mike Batt
- Fotografia: Simon Fowler

## Llistes de vendes
| Llistes (2005–06)                           | Màxima posició |
| ------------------------------------------- | -------------- |
| Alemanya àlbums (Offizielle Top 100)        | 2              |
| Austràlia àlbums (ARIA)                     | 31             |
| Àustria àlbums (Ö3 Austria)                 | 5              |
| Bèlgica àlbums (Ultratop Flanders)          | 4              |
| Bèlgica àlbums (Ultratop Wallonia)          | 9              |
| Dinamarca àlbums (Hitlisten)                | 1              |
| Països Baixos àlbums (Album Top 100)        | 1              |
| Finlàndia àlbums (Suomen virallinen lista)  | 23             |
| França àlbums (SNEP)                        | 9              |
| Itàlia àlbums (FIMI)                        | 17             |
| Irlanda àlbums (IRMA)                       | 2              |
| Nova Zelanda àlbums (RMNZ)                  | 16             |
| Noruega àlbums (VG-lista)                   | 1              |
| Polònia (ZPAV)                              | 1              |
| Portugal àlbums (AFP)                       | 16             |
| Escòcia (OCC)                               | 1              |
| Sud-àfrica (RISA)                           | 5              |
| Suècia àlbums (Sverigetopplistan)           | 6              |
| Suïssa àlbums (Schweizer Hitparade)         | 3              |
| UK Albums (OCC)                             | 1              |
| Estats Units Billboard 200                  | 108            |
| Estats Units Heatseekers Albums (Billboard) | 2              |
| Estats Units Top Jazz Albums (Billboard)    | 3              |

| Llista (2005)                 | Posició |
| ----------------------------- | ------- |
| Alemanya (Offizielle Top 100) | 56      |
| Bèlgica (Ultratop Flanders)   | 76      |
| França (SNEP)                 | 134     |
| Irlanda (IRMA)                | 19      |
| Països Baixos (Album Top 100) | 1       |
| Regne Unit (OCC)              | 11      |
| Suècia (Sverigetopplistan)    | 76      |
| Suïssa (Schweizer Hitparade)  | 91      |

| Llista (2006)                 | Posició |
| ----------------------------- | ------- |
| Alemanya (Offizielle Top 100) | 2       |
| Àustria (Ö3 Austria)          | 18      |
| Bèlgica (Ultratop Flanders)   | 30      |
| Bèlgica (Ultratop Wallonia)   | 38      |
| França (SNEP)                 | 41      |
| Països Baixos (Album Top 100) | 3       |
| Regne Unit (OCC)              | 55      |
| Sud-àfrica (RISA)             | 6       |
| Suècia (Sverigetopplistan)    | 70      |
| Suïssa (Schweizer Hitparade)  | 7       |

| Llista (2007)                      | Posició |
| ---------------------------------- | ------- |
| Alemanya (Offizielle Top 100)      | 13      |
| Països Baixos (Album Top 100)      | 41      |
| Swiss Albums (Schweizer Hitparade) | 62      |

| Llista                     | Posició |
| -------------------------- | ------- |
| Irish Female Albums (IRMA) | 43      |